# Падеграс
Падегра́с, или па-де-грас (от фр. pas — шаг и фр. grâce — грация, изящество) — русский парный бальный танец, для которого характерно чередование мягких шагов с приседаниями и фиксированных поз.

## История
В последнее десятилетие XIX века Россию, как и всю Европу, охватила мода на новые танцы. Кадрили, польки, мазурки и вальсы приелись публике, и требовалось что-то новое. Одним из хореографов-новаторов был Евгений Михайлович Иванов, в 1900 году издавший несколько описаний танцев с нотами, в числе которых был и падеграс.
О личности автора известно очень мало, почти все сведения почерпнуты из первых изданий его нотных тетрадей: артист (солист) императорских театров, профессор Парижской академии, преподаватель в Императорской практической академии, Императорского коммерческого училища, 2-й гимназии, 11-й мужской гимназии, Петропавловской гимназии, гимназии им. Медведниковых, реального училища Воскресенского. Также преподавал в женских гимназиях и на женских курсах, давал балы в Благородном собрании и Охотничьем клубе.
Падеграс подкупал своей простотой, законченностью и лаконичностью, однако (возможно, именно по причине своей простоты) танец не попал в большинство сборников того времени. Но, вероятно, простота же позволила танцу пережить революции и Гражданскую войну. В 1937 году танец входит в сборник, выпущенный методической группой танца отдела художественной самодеятельности Управления по делам искусства при Моссовете. Сборник был составлен «комиссией по редактированию бальных танцев артистов ГАБТ». Возможно, именно это повлияло на то, что в 1939 году издательство «Музгиз» издаёт ряд брошюр с нотами и описаниями танцев, среди которых и «па де-грас» под музыку гавота Госсека. Характерной особенностью этой серии является отсутствие указаний на авторов танцев.
В 1950 году Управлением по делам искусств при Совете министров СССР совместно со Всесоюзным домом творчества им. Н. К. Крупской была проведена конференция по бальному танцу, на которой была сформулирована программа и разработана методика обучения. В список из 35 пунктов вошёл и падеграс. В этом же году печатается серия «Учись танцевать», в которой публикуется и этот танец, «восстановленный» С. В. Чудиновым, как указано на титульном листе. Интересно, что в самом сборнике последняя фигура танца заменена на «балансе-менуэт» с высокими руками и быстрый поворот на 1 такт. Редактор, однако, обратил на это внимание, и в конце книжки был приведён список замеченных опечаток, которые приводили танец к привычному виду (однако, на одной из картинок, прилагающихся к описанию, партнёры стоят в позиции «балансе-менуэт»).
После 1950 года описание танца регулярно печатается в периодических сборниках, книгах и методических пособиях, ему обучают в школах, пионерских лагерях и клубах. Положительным моментом явилась стандартизация, благодаря которой танец до сих пор одинаково танцуют по всему постсоветскому пространству.

## Описание
Первое издание публикуется с нотами гавота А. Ю. Гербера — очевидно, именно эта мелодия послужила вдохновением для танца. В серии 1939 года в качестве музыкального сопровождения предлагается гавот Госсека, а в 1950 году, в серии под редакцией С. В. Чудинова, вновь используется музыка Гербера. Все дальнейшие публикации используют произведения советских композиторов.
Схема танца, изложенная автором, очень проста. В методических руководствах СССР этим танцем рекомендовалось начинать обучение, в том числе — в школах и детских садах. Танец состоит из 8 тактов музыки в 4/4 и танцуется несколько быстрее, чем шакон.
Исходное положение: кавалер правой рукой берёт левую руку дамы, становится рядом с ней.
1-й такт: кавалер и дама становятся в третью позицию, правая нога впереди. Раз — шаг в правую сторону с правой ноги. Два — приставляют левую ногу к правой (первоначальное положение). Три — снова делают шаг правой ногой вправо (отталкиваясь левой). Четыре — поднимают левую ногу впереди правой.
2-й такт: повторяют то же самое с левой ноги и в левую сторону.
3-й и 4-й такты: те же шаги, но движение вперед.
5-й и 6-й такты: танцующие поворачиваются лицом друг к другу и выполняют движения 1-го такта, причём в 5-м такте идут в правые стороны, а в 6-м в левые, возвращаясь на прежние места.
7-й и 8-й такты: кавалер и дама, подавая правые руки друг другу, совершают полный круг, исполняя движения 3-го и 4-го такта. Затем кавалер берёт правой рукой левую руку дамы, и танец начинается сначала
В современной традиции можно встретить самые различные формы падеграса. Добавляются движения руками, виляние бёдрами, исполнение под очень быструю музыку и другое. Некоторые хореографы при этом изменяют и само название танца, чтобы акцентировать внимание на отличии от схемы классического падеграса. Наиболее популярны вариации «па де верон» и «па де шрек».